# Piatykhatky
Piatykhatky (tiếng Ukraina: П'ятихатки) là một thành phố của Ukraina. Thành phố này thuộc tỉnh Dnipropetrovsk. Thành phố này có diện tích ? km2, dân số theo điều tra dân số năm 2001 là 20563 người.